# Vladimir Beljaev (sollevatore)
Vladimir Nikolaevič Beljaev (in russo Владимир Николаевич Беляев?; Kiev, 24 settembre 1940 – Kiev, 7 maggio 2020) è stato un sollevatore sovietico di origine ucraina, campione mondiale ed europeo, che ha gareggiato nelle categorie dei pesi medi (fino a 75 kg.) e dei pesi massimi leggeri (fino a 82,5 kg.).

## Biografia
Beljaev iniziò a gareggiare nella categoria dei pesi medi, dimostrando di essere un valente sollevatore ma pagando la forte concorrenza interna all'Unione Sovietica in tale categoria, in particolare da parte di Viktor Kurencov, uno dei più grandi pesi medi della storia.
La svolta nella carriera di Beljaev avvenne nel 1966, quando decise di passare alla categoria superiore dei pesi massimi leggeri. In quell'anno Beljaev, sebbene giunse soltanto al 4º posto ai campionati nazionali sovietici, fu convocato ai campionati mondiali ed europei di Berlino Est, dove vinse la medaglia d'oro con 485 kg. nel totale di tre prove, al termine di un duello emozionante con il campione ungherese Győző Veres, il quale ottenne lo stesso risultato nel totale di Beljaev, ma la vittoria andò a quest'ultimo grazie al suo peso corporeo leggermente inferiore.
Beljaev partecipò alle Olimpiadi di Città del Messico 1968 insieme al connazionale Boris Selickij, dando vita a un duello serrato tra i due per il titolo olimpico e arrivando entrambi al record mondiale nel totale con 485 kg., con la vittoria assegnata a Selickij grazie al suo peso corporeo inferiore di 300 grammi rispetto a quello di Beljaev. In quell'anno la competizione olimpica di sollevamento pesi era valida anche come campionato mondiale.
Dopo l'argento olimpico del 1968 Beljaev non riuscì più a ottenere risultati nelle grandi competizioni internazionali.
Nel corso della sua carriera stabilì 12 record mondiali tra le categorie dei pesi medi (9) e dei pesi massimi leggeri (3).
E' da rimarcare il fatto che Beljaev, nonostante i 12 record mondiali, il titolo mondiale e l'argento olimpico, non sia mai riuscito a vincere un titolo nazionale sovietico.